# 이이다 카오리
이이다 카오리(飯田圭織, いいだ かおり, 1981년 8월 8일~)는 일본의 가수, 방송인. 전 헬로! 프로젝트의 일원으로, 전 모닝구무스메 멤버, 2대 리더를 맡았다. 홋카이도 무로란시 출신. 이후 초등학교때 삿포로시 테이나 구로 이사. 남편은 세븐 하우스(7HOUSE)의 멤버 켄지. 소속 사무소는 업프런트 크리에이트(업프런트 그룹).

## 인물, 에피소드
- 애칭 - 카오링, 카오탄(주로 이시카와 리카 사용), 본인의 1인칭은 카오리 또는 카오
- 학력 - 홋카이도 삿포로 토세이 고등학교(北海道札幌稻西高等學校, 홋카이도 도립) 중퇴, 도쿄도 도립 요요기 고등학교(東京都立代代木高等學校) 정시제 중퇴. 동창생으로는 방송인 겸 가수 우에하라 타카코(上原多香子)가 있다.
- 취미 - 그림그리기. 교신하기(상세설명은 아래)
- 키 168cm, 역대 모닝구무스메 멤버에서는 최장신. 헬로! 프로젝트 내에서도 최장신이었으나, Berryz코보의 쿠마이 유리나가 2006년 176cm, 큐트의 우메다 에리카가 2007년 170cm을 기록함으로써 현재는 3위. '스타일이 좋고 미인형'이라는 평가가 있어, 층쿠의 저서 'LOVE론(論)'에서는 '화내는 얼굴이 귀여운 여자'라고 평가.
- 팔힘이 쎄다. 모 프로그램에서 어느 연예인을 훌쩍 들어올려 밥상에 얹힌 적이 있다.
- 2000년까지는 검은머리였다.
- 공상을 좋아해서 멍하니 있는 일이 많아, 멤버나 팬들 사이에서는 '우주와 교신하고 있다'고 말한다. 덕분에 자신이 담당한 라디오 프로그램 제목도 '이이다 카오리, 오늘밤도 교신중'(2001년~2003년, 닛폰 방송)
- 모닝구무스메 3번째 싱글「抱いてHOLD ON ME!」(안아줘 HOLD ON ME!, 1998년 9월 9일 발매)에서 담당했던 부분은「ねえ、笑って」(웃어줘). TBS 음악프로그램 우타방에서 사회를 맡은 이시바시 타카아키가 왜곡해서 묘사한 동작이 시청자를 중심으로 퍼져, 결국 카오리 본인의 대표적 소절로 등극한다. 또한 이시바시가 '얼굴이 무섭다'고 말한 점을 들어, 고토 마키가 가입 당시 '무서워보이는 사람'으로 선정했다.
- 가입 당시 모닝구무스메 리더 후보에 올랐으나, 제작진의 판단에 의해 연장자였던 나카자와 유코가 뽑혔다.
- 일러스트나 시(詩)가 특기로, 그림책을 출판하거나 개인전을 열기도 했다.
- 스포츠가 특기로, 특히 발이 빠르다. 2001년 3월 개최된 하로프로 대운동회에서 MVP 수상.
- 단, 배구에 대해서는 '중학교때 배구부 소속이었기 때문에 잘한다'고 했으나, 실은 1년간 공줍기 역할만이 그의 전부였고, 기초 실력도 없었다는 사실이 헬로! 모닝에서 밝혀졌다. 갓타스, 메트로래비츠 등에도 참가경력이 없다는 것을 생각하면, 개인경기에는 강하나 단체 경기(특히 구기종목)은 못한다는 결론을 내릴 수 있다.
- 춤을 못춘다. 모닝구무스메 재적 당시 다른 멤버들에게 비웃음을 사는 등 힘들어했다고 한다.
- 마츠우라 아야의 애칭 '아야야'의 작명자. 유래는 '코이노 댄스사이트'의 가사 '아이야이야'
- 엔카 가수 마에다 유키를 헬로! 프로젝트로 끌어들였다.
- 한때 주류 광고에 출연했으나 실제는 술에 약하다. 야구치 마리의 증언에 의하면 '취하면 평소의 성격과는 상상도 못할정도로 애교스러워진다 ' 고 한다.
- 데뷔 이전에는 출신지인 삿포로에서 건전지 광고에 출연한 적이 있다.
- 2000년부터 시작된 셔플유닛에 매년 참가하고 있는 유일한 한사람.
- 카오리(圭織) 라는 표기가 희귀하여 주로 佳織, 또는 香織 등으로 오기(誤記)되는 경우가 많다.

## 약력
1981년
- 8월 8일 - 모닝구무스메 동기 멤버 아베 나츠미와 이틀 차이로(이이다가 빠름) 홋카이도 무로란 시의 같은 병원에서 태어났다. 같은 신생아실이었다고 한다.

1997년
- 테레비도쿄 ASAYAN(2005년 종료) 내 '샤란Q 여성 보컬리스트 오디션'에서 최종후보로 선발되나 낙선(우승자는 헤이케 미치요).
- 똑같은 최종후보로 선발된 나카자와 유코, 이시구로 아야, 아베 나츠미, 후쿠다 아스카와 같이, 과제곡「愛の種(사랑의 씨앗)」을 5일간 5만 장을 다 팔면 메이저 데뷔를 시켜주겠다는 조건으로 모닝구무스메 결성.
- 11월 30일 - 과제곡을 완매(나고야 구장에서 최종 종료).

1998년
- 1월 28일 -「モーニングコーヒー」 (모닝 커피)로 모닝구무스메로써 메이저 데뷔 달성. 당초 메인보컬로 정해졌으나, 학교시험으로 녹음 두 번째 날 참가를 못하여, 최종적으로 코러스를 담당(대신 메인보컬이 된 사람은 아베 나츠미)
- 10월 - 이시구로 아야, 야구치 마리와 그룹 내 유닛 탄포포를 결성.
- 12월 31일 - 모닝구무스메로써 제40회 일본 레코드 수상 최우수신인상 획득, NHK 홍백가합전 첫 출장.

2000년
- 4월 - 4기 멤버 쯔지 노조미의 교육계를 맡다.

2001년
- 1월 - 갈색으로 머리를 염색.
- 4월 15일 - 나카자와 유코의 모닝구무스메 졸업을 수반하여 제2대 리더에 취임.

2002년
- 그림문집 '마음의 스케치북' 출판. 또한 '사자 마르잔'의 삽화를 담당.
- 첫 솔로 화보집(사진집)『飯田圭織写真集 かおりKaori圭織。(이이다 카오리 사진집 카오리 Kaori 카오리)』발매.
- 9월 - 탄포포 졸업.
- 그림 전시회 '모닝구무스메~ Art And Color 2002 ~' 거행.

2003년
- Zetima에서 솔로 앨범 『オザヴリオ』,『パラディノメ』 발매. 원어로 왕년의 명곡을 리메이크.
- 개국 50주년을 맞은 니혼테레비의 새 로고를 디자인, 그래픽 디자이너로 등극(미야자키 하야오와 공동작품)

2004년
- 5월 23일 - 이시카와 리카와 같이 모닝구무스메 졸업을 발표.
- 솔로 데뷔 싱글 「エーゲ海に抱かれて」를 발표. 악수회 실시. 그 후 싱글 2집 「ドアの向こうでBellが鳴ってた」, 3집 앨범 『アヴニール～未来～』 발표.

2005년
- 1월 30일 - Hello! Project 2005 Winter 올스타즈 대난무 ~A HAPPY NEW POWER! 이이다 카오리 졸업 스페셜~ (요코하마 아레나)의 라이브를 마지막으로 모닝구무스메 졸업. 이것으로 모닝구무스메 1기는 모두 졸업. 그리고 긴머리를 자르다.
- 3월 - 퍼스트 솔로 라이브 『アヴニール～未来～』
- 4월 -「Hide And Seek/어둠의 술래잡기」프로모션 캐릭터.
- 같은 4월부터 FM라디오 NACK5에서 「이이다 카오리・지중해Sound Stroll」DJ 담당.
- 12월 21일 - 4집 앨범 『プラン・ダムール ~愛がいっぱい~』를 발표.
- 12월 31일 - 제56회 홍백가합전에서, 당시 모닝구무스메의 현 멤버, 구 멤버와 같이 'LOVEマシーン' 열창.

2006년
- 4월~6월 - 아베 나츠미의 콘서트 투어에 고정 게스트로 출연.
- 8월 27일 - 제34회 후지산케이 클래식 프로/아마추어 토너먼트(골프대회)에서 콘도 토모히로(近藤智弘) 프로 팀으로 출장. 아베 나츠미도 응원으로 동행.
- 단독으로 디너쇼, 솔로 라이브를 정기적으로 개최하여, 헬로! 프로젝트 내에서 콘서트, 무대 등을 중심으로 활동했다. FM라디오 DJ도 계속함.
- 데뷔 이래 계속했던 홍백가합전 출장은 8회로 끝.

2007년
- 1월 24일 - 모닝구무스메 결성 10주년을 기념하여 결성된 유닛 '모닝구무스메 탄생 10년 기념대'에 아베 나츠미와 같이 초기 멤버 선발로 참가, 싱글 '僕らが生きる MY ASIA' 발매.
- 2월 4일 - 키타큐슈 시장 선거에서, 시바타 타카히로(柴田高博) 후보를 응원. 층쿠, 야구치 마리가 동행.
- 3월 - 고다 로한(幸田露伴) 원작의 영화 '5중탑'(五重塔)에서 주인공 가츠 이시마츠(ガッツ石松)의 딸 역으로 솔로 활동 후 처음으로 영화에 출연.
- 7월 6일 - 층쿠가 프로듀스한 록밴드 7HOUSE(2002년 해산)의 보컬 켄지와 결혼을 발표(당시 임신 3개월). 발표 다음날 7월 7일 호적 등록.

2008년
- 2월 3일 - 1월 22일에 사내아이를 출산했다고 발표.
- 11월 29일 - 이이다 카오리의 아들, 생후 불과 6개월 만에 만성신부전증으로 급사망함.

2009년
- 1월 10일 - 헬로! 프로젝트 엘더클럽 콘서트로 복귀.
- 3월 31일 - 헬로! 프로젝트를 졸업. 다음 달부터 신팬클럽 'M-line club'에 소속.

2011년
- 1월 28일 - 모닝구무스메 OG 멤버와 함께 '드림 모닝구무스메'를 결성, 결성 당초 멤버.

2012년
- 12월 25일 - 제2아이를 임신하는 2013년 봄에 출산 예정임을 공식 블로그에서 발표.

2013년
- 5월 14일 - 전날 제2아이(남아)을 출산했다고 발표.
- 10월 1일 - 소속사 업프런트 크리에이트로 이적.

2017년
- 5월 1일 - 제3아이를 임신하는 동년 가을에 출산 예정임을 공식 블로그에서 발표.
- 9월 19일 - 제3아이(여아)을 출산했다고 발표.

## 애칭의 유래

### 존슨
- TBS 음악프로그램 '우타방'에서 사회자 이시바시 타카아키가 엉터리로 붙인 호칭에서 유래.
- 1999년 2월 16일 방송에서, 당시 리더였던 나카자와 유코가 '우리 멤버들 이름은 기억하세요?'라는 말에, 멤버 각자에게 '(나카자와에게)나카자와 맞지? (이시구로)히로다, (아베)야마다, (이치이)시바타, (야구치)타카다, (야스다)하리모토, (후쿠다)오, (이이다)존슨이라고 엉터리로 열거했다(시바타 이사오, 하리모토 이사오, 타카다 시게루, 오 사다하루, 데이빗 존슨, 모두 1976년 이후 요미우리 자이언츠의 상위 타자들).
- 이것을 수반하여 그 후 '우타방'에서는 이이다를 '존슨'이라 부르게 되었다.
- 그 별명이 정착하여, 존슨으로 불리게 됨. (팬들 사이에서는 '카오링', 동료 사이에서는 '카오탄'으로 불림). 콘노 아사미는 모닝구무스메를 가입할 때까지 이이다를 '존슨'으로 불렀다.
- 2002년 제53회 및 2003년 제54회 NHK 홍백가합전에서도, 우타방의 공동진행을 맡고있는 나카이 마사히로가 이이다를 존슨으로 부른적이 있음.
- 본인은 당초 이런 별명이 싫었으나, 최근에는 자기가 '존슨입니다', '존슨이라 불리는 여자, 이이다 카오리입니다' 등으로 언급하곤 한다.

### 카오링
- 1998년 9월 10일 올나이트 닛폰에서 '이이다 카오리인데, "이이다 카오링"으로 불리고 싶다. 원래는 사과(일본어로 링고[りんご])를 좋아해서 이이다 카오링고라고 하고싶었는데, 길잖아요. 그래서 카오링으로 불리고 싶어요'고 언급.
- 카오리와 카오는 카오링의 단축형 호칭.
- 본인이 언급한 사항에 따르면, 카오링의 단축형 '카'오리와 이름을 부를때의 카'오'리는 액센트로 구분 가능하다고 한다. 고토 마키가 부를 때는 전자로 부르는 편이 많다.
- 이이다 집의 애완견의 이름은 '링고'이나, 본인에 의하면 풀네임은 '카오링고'라고 한다.
- 카오링고라고 하는 상품(사과)가 있다고 하나, 확인되지 않음
- 이시카와 리카(최근에는 나카자와 유코 역시)는 '카오탄'이라 부른다.

## 음악
지중해 레이블(Zetima)에서 발매.

### 싱글
1. 「エーゲ海に抱かれて」 (2004년 2월 4일, EPCE-2021)
  - 커플링: 「最後の接吻」
2. 「ドアの向こうでBellが鳴ってた」 (2004년 7월 28일, EPCE-2025)
  - 커플링: 「泣かずにいられない私です」

### 앨범
1. 『オサヴリオ～愛は待ってくれない～』 (2003년 4월 23일, EPCE-2015)
2. 『パラディノメ～恋に身をゆだねて～』 (2003년 10월 22일, EPCE-2019)
3. 『アヴニール～未来～』 (2004년 12월 29일, EPCE-2030)
4. 『プラン・ダムール～愛がいっぱい～』 (2005년 12월 21일, EPCE-2031)
5. 『ONDAS』 (2016년 7월 20일, TECE-3378)※테이치쿠 엔터테인먼트에서 발매.

### DVD
1. 『エーゲ海 相田翔子&飯田圭織DVD』 (2004년 2월 4일, EPBE-2001)

## 출연

### TV 드라마
- 『여기는 제3사회부』(2001년, 도쿄 방송 계열) - 清水香苗 역
- 『수학♥여자학원』(2012년 1월 11일 ~ 3월 28일, 니혼테레비 계열) - 스가모 아키라나 역

### 버라이어티 프로그램
- 『아이돌을 찾아라!』(린네와 사회자를 맡음. 2000년, 테레비도쿄 계열)
- 『미소녀교육II』(2002년, 테레비도쿄 계열)
- 『시골에서 묵자!』(2005년 6월 26일 방송, 테레비도쿄 계열)
- 『Shall We Dance?』(2006년 9월 16일・10월 7일, 테레비도쿄 계열)
- 『미녀방담』(2009년 9월 17일・9월 24일, 테레비도쿄 계열)

### 라디오
- 『이이다 카오리 오늘밤도 교신중!』(닛폰 방송, 2001년 4월 ~ 2003년 3월)
- 『지중해 SOUND STROLL』(FM넥파이브, 2005년 4월 2일 ~ 2008년 3월 29일)

### 영화
- 『五重塔』(2007년, 공식 홈페이지)

### 인터넷
- 제7회 · 제19회 하로프로 비디오 차트 (2005년 4월 30일・7월 21일, 헬로! 프로젝트 온플렛)

## 출판물
- 『心のスケッチブック。』(2001년 12월, 近代映画社)ISBN 4-7648-1958-9 - 시 그림책
- 『ライオンのマルジャン』(2002년 12월, 主婦と生活社)ISBN 4-391-12728-8 - 그림책. 논픽션 작가 카마타 사토시(鎌田慧)와 공동저자.

### 에세이
- 「パラノイアダイアリー」(잡지「CDでーた」(카도카와 쇼텐, 1999년 5월호에서 2001년 6월까지 게재)

### 사진집
- 『飯田圭織写真集 かおりKAORI圭織。』(2002년 5월 2일, 와니북스)ISBN 4-8470-2708-6
- 『エーゲ海 相田翔子&飯田圭織写真集』(2004년 1월 28일, 카도카와 쇼텐)ISBN 4-04-894254-9

## 사회활동
- 지체 부자유아 협회 모금용 엽서 (2004년)

## 소속 유닛
- 애프터눈무스메。(2010년, 일본 코카콜라 조지아 CF 캐릭터)
- 드림 모닝구무스메。(2011년 - 2012년)

## 같이 보기
- M-라인 클럽
- 모닝구무스메。탄생 10년 기념대
- 드림 모닝구무스메。